# Episodi di Floogals (prima stagione)
La prima stagione de Floogals è stata trasmessa negli Stati Uniti su Sprout a partire dal 15 gennaio 2016 e in Italia su DeA Junior dal 13 al 25 febbraio 2017.
| n° | Titolo originale      | Titolo italiano              | Prima TV Italia  |
| -- | --------------------- | ---------------------------- | ---------------- |
| 1  | Project Tortoise      | Missione Tartaruga           | 13 febbraio 2017 |
| 2  | Project Caterpillar   | Missione Bruchi              | 13 febbraio 2017 |
| 3  | Project Piano         | Missione Pianoforte          | 13 febbraio 2017 |
| 4  | Project Trumpet       | Missione Tromba              | 13 febbraio 2017 |
| 5  | Project Ice           | Missione Ghiaccio            | 14 febbraio 2017 |
| 6  | Project Garden Hose   | Missione Tubo da giardino    | 14 febbraio 2017 |
| 7  | Project Rainbow       | Missione Arcobaleno          | 14 febbraio 2017 |
| 8  | Project Table Tennis  | Missione Ping Pong           | 14 febbraio 2017 |
| 9  | Project Kite          | Missione Aquilone            | 15 febbraio 2017 |
| 10 | Project Balloon       | Missione Palloncino          | 15 febbraio 2017 |
| 11 | Project Flashlight    | Missione Torcia              | 15 febbraio 2017 |
| 12 | Project Rubberbands   | Missione Elastico            | 15 febbraio 2017 |
| 13 | Project Baby          | Missione Bimbo               | 16 febbraio 2017 |
| 14 | Project Jewelry Box   | Missione Portagioie          | 16 febbraio 2017 |
| 15 | Project Leash         | Missione Guinzaglio          | 16 febbraio 2017 |
| 16 | Project Robot         | Missione Robot               | 16 febbraio 2017 |
| 17 | Project Puzzle        | Missione Puzzle              | 17 febbraio 2017 |
| 18 | Project Mirror        | Missione Specchio            | 17 febbraio 2017 |
| 19 | Project Bubbles       | Missione Bolle di sapone     | 17 febbraio 2017 |
| 20 | Project Washer Dryer  | Missione Lavatrice           | 17 febbraio 2017 |
| 21 | Project Banana        | Missione Banana              | 18 febbraio 2017 |
| 22 | Project Popcorn       | Missione PopCorn             | 18 febbraio 2017 |
| 23 | Project Glue          | Missione Colla               | 18 febbraio 2017 |
| 24 | Project Magnet        | Missione Magneti             | 18 febbraio 2017 |
| 25 | Project Tent          | Missione Tenda               | 19 febbraio 2017 |
| 26 | Project Helicopter    | Missione Elicottero          | 19 febbraio 2017 |
| 27 | Project Sand          | Missione Sabbia              | 19 febbraio 2017 |
| 28 | Project Picnic        | Missione Pic-Nic             | 19 febbraio 2017 |
| 29 | Project Painting      | Missione Disegno             | 20 febbraio 2017 |
| 30 | Project Rabbit        | Missione Coniglio            | 20 febbraio 2017 |
| 31 | Project Hamster       | Missione Criceto             | 20 febbraio 2017 |
| 32 | Project Seeds         | Missione Semi                | 20 febbraio 2017 |
| 33 | Project Pencil        | Missione Matita              | 21 febbraio 2017 |
| 34 | Project Boxes         | Missione Scatole             | 21 febbraio 2017 |
| 35 | Project Vacation      | Missione Vacanza             | 21 febbraio 2017 |
| 36 | Project Birthday Cake | Missione Torta di compleanno | 21 febbraio 2017 |
| 37 | Project Dusting       | Missione Polvere             | 22 febbraio 2017 |
| 38 | Project Rollerskates  | Missione Pattini             | 22 febbraio 2017 |
| 39 | Project Toothbrush    | Missione Spazzolino          | 22 febbraio 2017 |
| 40 | Project Bandages      | Missione Cerotto             | 22 febbraio 2017 |
| 41 | Project Clock         | Missione Orologio            | 23 febbraio 2017 |
| 42 | Project Halloween     | Missione Halloween           | 23 febbraio 2017 |
| 43 | Project Clay          | Missione Creta               | 23 febbraio 2017 |
| 44 | Project Sleepover     | Missione Pigiama Party       | 23 febbraio 2017 |
| 45 | Project Umbrella      | Missione Ombrello            | 24 febbraio 2017 |
| 46 | Project Ring          | Missione Anello              | 24 febbraio 2017 |
| 47 | Project Aluminum Foil | Missione Fogli d'alluminio   | 24 febbraio 2017 |
| 48 | Project Vacuum        | Missione Aspirapolvere       | 24 febbraio 2017 |
| 49 | Project Singing       | Missione Canto               | 25 febbraio 2017 |
| 50 | Project Egg Hunt      | Missione Caccia alle uova    | 25 febbraio 2017 |
| 51 | Project Record Player | Missione Giradischi          | 25 febbraio 2017 |
| 52 | Project Mail          | Missione Posta               | 25 febbraio 2017 |

## Missione Tartaruga
Luke porta a casa una tartaruga. Fleeker, Flo e Boomer non ne hanno mai vista una prima.

## Missione Bruchi
Fleeker, Flo e Boomer notano delle strane creature volanti. Chi sono davvero?

## Missione Pianoforte
Luke inizia a suonare uno strumento di grandi dimensioni.

## Missione Tromba
Luke torna a casa con un grande oggetto dorato che emette dei suoni, molto simile alle floogantenne.

## Missione Ghiaccio
Quando un cubetto di ghiaccio cade sul pavimento della cucina, i Floogals iniziano ad investigare.

## Missione Tubo da giardino
Fleeker, Flo e Boomer devono compiere una missione speciale in giardino.

## Missione Arcobaleno
I nostri Floogals sono oggi alle prese con un arcobaleno. Cercano di indagare e scoprire a cosa serva e da dove provenga.

## Missione Ping Pong
Fleeker, Flo e Boomer hanno a che fare con il “ping pong”.

## Missione Aquilone
I Floogals sono alle prese con un aquilone.

## Missione Palloncino
In occasione della festa di compleanno di Evie, gli Umani portano a casa un palloncino rosa che metterà a dura prova il Capitano Fleeker.

## Missione Torcia
Fleeker, Flo e Boomer sono nella cameretta di Evie e notano un fascio di luce sospetto.

## Missione Elastico
Fleeker, Flo e Boomer devono scoprire che cosa sono gli elastici e come vengono usati dagli Umani.

## Missione Bimbo
A casa degli Umani arriva la zia Stephanie con il piccolo Hugo.

## Missione Portagioie
Evie entra nella sua cameretta e nasconde tutti i suoi gioielli in una scatola. Di cosa si tratta?

## Missione Guinzaglio
A casa degli Umani arriva Scruffy e Fleeker, Boomer e Flo avvistano un nuovo oggetto.

## Missione Robot
Fleeker, Flo e Boomer entrano in contatto con una strana macchina in grado di parlare e muoversi.

## Missione Puzzle
Evie ha in serbo una sorpresa per la nonna: un magnifico puzzle, ma ne manca un pezzo.

## Missione Specchio
Fleeker, Flo e Boomer sono nel bagno degli Umani e si scontrano con un oggetto che riflette.

## Missione Bolle di sapone
La Mamma porta a casa un nuovo gioco: le bolle di sapone.

## Missione Lavatrice
I Floogals si ritrovano nella cesta dei panni sporchi e una macchina con una finestra tonda ruotante cattura la loro attenzione.

## Missione Banana
I Floogals sono alle prese con uno strano oggetto giallo che, a detta della Mamma, è ricco di energie.

## Missione PopCorn
Gli Umani sono intenti a guardare un film quando qualcosa cade sul pavimento.

## Missione Colla
Luke vuole costruire un razzo e la Mamma gli porta la colla.

## Missione Magneti
I Floogals sono oggi alle prese con un oggetto davvero particolare: un magnete.

## Missione Tenda
Gli Umani hanno deciso di montare una tenda da campeggio in giardino.

## Missione Elicottero
I Floogals avvistano uno strano oggetto volante non identificato nella camera di Luke che, all’improvviso rapisce Boomer.

## Missione Sabbia
I Floogals stanno osservando Luke e Evie che giocano in cortile, quando scoprono la sabbia.

## Missione Pic-Nic
Gli Umani stanno organizzando un’uscita fuori porta, armati di un’enorme cesta piena di cibo.

## Missione Disegno
I Floogals si dedicano all’arte e Boomer scoprirà di possedere un talento naturale.

## Missione Coniglio
Una strana creatura dalle orecchie allungate ha lasciato delle impronte nell’orto del Papà.

## Missione Criceto
I tre alieni scoprono una gabbietta con dentro un simpatico animaletto.

## Missione Semi
I Floogals non riescono a capire come facciano dei piccoli semi a crescere fino a diventare dei fiori.

## Missione Matita
I Floogals sono oggi alle prese con un nuovo oggetto: una matita.

## Missione Scatole
La Mamma è in trepidante attesa di alcune consegne racchiuse in scatole di cartone.

## Missione Vacanza
I Floogals non riescono a capire perché gli Umani si siano allontanati per qualche giorno da casa.

## Missione Torta di compleanno
Cosa sarà quella strana "cosa blu" che ricopre la torta di compleanno di Luke?

## Missione Polvere
La cameretta di Luke è piena di polvere, così la Mamma gli chiede di spolverare.

## Missione Pattini
Fleeker, Flo e Boomer devono scoprire a cosa servono gli stivali di Luke con le rotelle.

## Missione Spazzolino
Dal bagno, uno strano rumore attira l’attenzione di Fleeker, Boomer e Flo.

## Missione Cerotto
Il Papà entra in casa e prende un cerotto per darlo ad Evie, visto che è caduta dalla bici.

## Missione Orologio
Perché in determinati momenti della giornata, gli Umani accelerano in base all’orario?

## Missione Halloween
La casa degli Umani è piena di decorazioni spaventose: fantasmi, ragni e zucche stregate! È Halloween!

## Missione Creta
Luke e Evie sono intenti a giocare con una strana massa marrone, morbida e con lo stesso odore della terra. Di cosa si tratta?

## Missione Pigiama Party
Evie ha invitato le sue amichette per un pigiama party.

## Missione Ombrello
È una giornata di pioggia e il papà esce con il cagnolino a fare una passeggiata, portando con sé un nuovo oggetto.

## Missione Anello
I Floogals indagano per scoprire cosa sia un anello.

## Missione Fogli d'alluminio
I Floogals si accorgono che il cibo preparato dagli Umani è sparito ed è avvolto in fogli d'alluminio

## Missione Aspirapolvere
I Floogals sono alle prese con una macchina che risucchia polvere e oggetti.

## Missione Canto
I Floogals sentono un rumore provenire dalla famiglia umana, di cosa si tratta?

## Missione Caccia alle uova
Mamma e Papà nascondono in giardino degli strani oggetti ovali colorati.

## Missione Giradischi
Fleeker, Flo e Boomer finiscono nello sgabuzzino, dove entrano in contatto con uno strano oggetto.

## Missione Posta
I Floogals devono spedire una lettera per posta.